# Johann Peter Josef Bislinger
Johann Peter Josef Bislinger (* 24. April 1760 in Düsseldorf; † 1844 ebenda) war ein deutscher Richter und Minister.
Johann Peter Josef Bislinger war der Sohn eines Bäcker- und Maurermeisters. 1779 wurde er beständiger Sekretär und Bibliothekar an der neu gegründeten Kunstakademie Düsseldorf. Sein Bruder Heinrich Theodor Joseph Bislinger (* 1746 in Düsseldorf) war Professor der Malerei an der Kunstakademie, ein anderer Bruder war Rektor des Nonnenklosters zu Wachtendonk.
1781 wurde er im Herzogtum Berg wirklicher Rat und Ratsreferendar, 1789 Kanzlei-Advokat, 1795 Mitglied des Kriegs-Requisitions-Department. 1779 wurde er Rat, also Richter, am Hofgericht Düsseldorf mit dem Titel Hofrat. Mit der Bildung der Landesdirektion wurde er 1802 Landesdirektor (in der 1. Deputation).
1804 wurde er Mitglied des Geheimen Rates und Oberappellationsgerichtsrat am Jülich-Bergischen Oberappellationsgericht. Mit der Gründung des Staatsrates des Großherzogtums Berg 1806 wurde er dessen Mitglied. 1812 wurde er Finanzminister und Leiter des Kaiserlichen Kommissariats.
Mit dem Ende des Großherzogtums Berg wurde er in preußische Dienste übernommen. Von 1814 bis 1815 war er Mitglied des Kassationshofes Düsseldorf. Von 1815 bis 1821 diente er als Direktor der 1. Abteilung bei der Regierung Kleve (mit dem Titel Geheimer Regierungsrat) und von 1821 bis 1829 bei der Regierung Düsseldorf (ab 1826 mit dem Titel Oberregierungsrat). 1829 ging er in den Ruhestand. 
Johann Peter Josef Bislinger, der zwei Mal verheiratet war, war Kunstliebhaber und wurde 1782 als Ehrenmitglied in die Akademie der Schönen Künste Florenz aufgenommen. Er besaß ein Landgut in Himmelgeist und galt als wohlhabend. Er wurde mit dem Roten Adlerorden ausgezeichnet.
Sein Nachlass befindet sich im Landesarchiv von Nordrhein-Westfalen.